# Dedo I
Dedo I (ur. ok. 1010 r., zm. w październiku 1075 r.) – margrabia Łużyc od 1046 r. (z przerwą w 1069 r.).

## Życiorys
Dedo był jednym z synów margrabiego Łużyc Dytryka I i Matyldy, córki margrabiego Miśni Ekkeharda I. Po śmierci ojca otrzymał część jego dóbr, hrabstwo Eilenburga. W 1046 r., po śmierci Ekkeharda II otrzymał od Henryka III Salickiego Marchię Łużycką, a także dobra w Turyngii, które później odstąpił. Początkowo był sojusznikiem cesarza, ale od początku lat 60. XI w. kilkakrotnie dołączał się do jego przeciwników. W latach 1068–1070 sprawował regencję w Marchii Miśnieńskiej. W 1069 r. Henryk IV Salicki odebrał mu Łużyce i oddał je jego synowi Dedo II. Po jego rychłej śmierci ojciec odzyskał Łużyce, musiał jednak pogodzić się ze stratą części dóbr rodowych.
Po jego śmierci Łużyce otrzymał książę czeski Wratysław II, jednak już w 1081 r. odzyskali je Wettynowie.

## Rodzina
Dedo był dwukrotnie żonaty. Pierwszą żoną była Oda, córka margrabiego Łużyc Thietmara II i zarazem wdowa po hrabim Weimaru Wilhelmie III. Z tego związku pochodziło troje dzieci:
- Dedo II, margrabia Łużyc w 1069 r.,
- Adelajda, żona margrabiego Marchii Wschodniej (Austriackiej) Ernesta I Mężnego,
- Agnieszka, żona Fryderyka, hrabiego z Saksonii.

W 1069 r., po śmierci Ody, Dedo ożenił się z Adelą, córką hrabiego Louvain Lamberta II. Z tego małżeństwa pochodziło swoje dzieci:
- Henryk I, margrabia Miśni,
- Konrad.